# Lillian Faderman
Lillian Faderman (New York, 18 juli 1940) is een Amerikaans historicus die gespecialiseerd is in lgbt-geschiedenis. Ze wordt in de Verenigde Staten wel "de moeder van de lesbische geschiedenis" genoemd.

## Biografie
Faderman werd opgevoed door haar moeder, Mary, en een tante, Rae. Mary emigreerde in 1914 vanuit een Joodse sjtetl in Letland naar New York, met de bedoeling de familie later over te laten komen. Haar zuster Rae volgde in 1923, maar de rest van de familie werd in de Tweede Wereldoorlog bij de holocaust vermoord. Moeder Mary hield er een groot schuldgevoel aan over, dat bijdroeg aan een psychische stoornis die weer een grote invloed op haar dochter zou hebben. Mary en Rae werkten voor weinig geld in de kledingindustrie. Lillian was haar moeders derde zwangerschap. Op verzoek van de vader liet Mary de eerste twee keer een abortus uitvoeren, maar ze besloot het derde kind te houden. 
Met haar familie verhuisde Faderman naar Los Angeles, waar ze acteerlessen nam, aangemoedigd door haar moeder. In haar tienerjaren begon ze met modelleren, ontdekte ze de homohoreca en kreeg ze haar eerste vriendin. Ze volgde onderwijs aan de Hollywood High School en trouwde nog voor haar eindexamen met een homoseksuele man. Dat huwelijk strandde minder dan een jaar later. 
Onder het pseudoniem Gigi Frost werkte Faderman als naaktmodel bij de productie van soft porno, met de opbrengst waarvan ze haar opleiding bekostigde. Over deze ervaringen schreef ze in het autobiografische Naked in the Promised Land. Ze studeerde aanvankelijk aan de Universiteit van Californië - Berkeley en later aan de UCLA.
Ze was onder meer als hoogleraar Engels verbonden aan de California State University - Fresno en aan de UCLA. In 2007 ging ze met emeritaat.

### Persoonlijk
In de jaren 50 kwam Faderman als lesbisch uit de kast. Ze leeft met haar huidige partner, Phyllis Irwin, die ze sinds 1972 kent. Samen hebben ze een zoon, die door een anonieme Joodse vader werd verwekt met behulp van kunstmatige inseminatie.